# Lancia Stratos Zero
Lancia Stratos Zero es un prototipo de automóvil de la marca italiana Lancia presentado en el año de 1970 en el Salón del Automóvil de Turín y desarrollado por Marcello Gandini en el Gruppo Bertone sobre la base mecánica del Lancia Fulvia.

## Características
El Lancia Stratos Zero  contaba con un motor Lancia V4 de 1600 cc derivado del que equipaba el Lancia Fulvia, un 4 cilindros en V estrecha, capaz de erogar más de 130 hp de potencia.
El Stratos Zero presentaba una carrocería en forma de cuña y con un distintivo acabado en naranja. Las dimensiones del modelo eran especialmente pequeñas, sobre todo el largo (3,58m) y la altura (80 cm). El modelo original fue expuesto durante mucho tiempo en el museo de Bertone hasta el 2011, fecha en la que fue subastado en Italia.